# Цюцяк Роман Богданович
Рома́н Богда́нович Цюця́к (20 лютого 1992 — 8 травня 2023) — український історик та військовик, кавалер ордена «За мужність» ІІІ ступеня.

## Біографія
Народився 20 лютого 1992 року в селі Радча, Тисменецького району. В 2009 році вступив на факультет історії Прикарпатського університету. Закінчив 2014 року та розпочав навчання в аспірантурі кафедри історії слов'ян де працював над темою пов'язаною з релігійною політикою Російської імперії в Галичині в період Першої світової війни.
У 2022 році вступив до лав Збройних сил. Загинув 8 травня 2023 року поблизу міста Бахмут.

## Нагороди
- Нагороджений орденом «За мужність ІІІ ступеня» (посмертно).[3]